# Удмуртська Баб'я
Удмуртська Ба́б'я (рос. Удмуртская Бабья) — присілок у складі Сюмсинського району Удмуртії, Росія.
Населення — 31 особа (2010; 31 в 2002).
Національний склад (2002):
- удмурти — 81 %